# Makarska
Makarska [ˈmakarska] (italienisch Macarsca) ist eine Küstenstadt in Kroatien.

## Geographie
Die Stadt liegt in der historischen Region Dalmatien, an der kroatischen Adria im Zentrum der Makarska Riviera. Sie ist auch der Zweitsitz der katholischen Erzdiözese Split-Makarska.
Makarska hatte 13.834 Einwohner im Jahr 2011, von denen 95,43 % Kroaten waren (Volkszählung 2011).
Nordöstlich des Ortes ragt das Biokovo-Massiv mit dem höchsten Gipfel, dem Sveti Jure, über 1767 m auf.
Die Stadt ist landseitig über die Jadranska Magistrala und seit Ende 2008 über die kroatische Autobahn A1 erreichbar.

## Geschichte
Makarska wurde im Laufe der Zeit von vielen verschiedenen Völkern beherrscht, nach den Römern herrschten Kroaten, Bosnier, Osmanen, dann die Venezianer, später die Habsburger über die Stadt.
Die antike Siedlung, wahrscheinlich Muccurum, wurde der Überlieferung zufolge im Jahr 548 von dem ostgotischen König Totila zerstört. Später wird Makarska zu einem der Hauptstützpunkte des Stammes der Neretljani (Narentanier) (vgl. Pagania). Bis zum 14. Jahrhundert erkannte die Stadt die Souveränität der kroatischen Dynastien bzw. der ungarisch-kroatischen Könige an. Von 1324 bis 1463 stand sie unter der Herrschaft der bosnischen Dynastie Kotromanić. 1499–1646 gehörte die Stadt zum Osmanischen Reich, 1646–1797 zu Venedig und 1815 bis 1918 zu Österreich. Während des Zweiten Weltkriegs gehörte Makarska zum faschistischen Unabhängigen Staat Kroatien, danach zu Jugoslawien.
Kirchlich war die Stadt mehrfach Sitz eines römisch-katholischen Bischofs: 533 bis 590, 1344 bis 1400 und 1615 bis 1828, Dazwischen gehörte es zum Bistum Salona, mit dem es 1828 zum Erzbistum Split-Makarska vereinigt wurde.
In der Zeit von 7. bis 22. Januar 1962 erschütterten einige Erdbeben die Region, das stärkste davon am 11. Januar erreichte eine Magnitude von 6,2 MW. Zahlreiche Gebäude wurden schwer beschädigt, darunter Schulen und das Gesundheitszentrum.
In jüngerer Zeit wurde Makarska bekannt für die internationalen Tennisturniere (Makarska International Championships) der WTA, z. B. im April 1998 und 2003.
In der Umgebung von Makarska wurde ein Miniatur-Ochsenhautbarren in einem bronzezeitlichen Depot gefunden, das wahrscheinlich aus dem 13./12. Jahrhundert v. Chr. stammt und dessen Inventar sich im Ashmolean Museum Oxford befindet. Ob dieser Kupferbarren in Zypern produziert wurde, wie die meisten Ochsenhautbarren, ist strittig.

## Wappen
Beschreibung: In Rot ragt aus dem rechten Schildrand ein silberner Arm mit erhobenem silbernem Säbel hervor. Ein silberner sechszackiger Stern schwebt im Schild.

## Kulturerbe
Am Ufer sieht man die Barockkirche des St. Philipp Neri und das Gebäude des ehemaligen Oratorianerklosters, das seine ursprüngliche Erscheinungsform bewahrt hat. Am westlichen Ende der Uferstraße Obala kralja Zvonimira beginnt eine Küstenpromenade, auf der man die Landzunge Sveti Petar umgehen kann (Leuchtturm, Grundmauern der Peterskirche aus dem 15. Jh. sowie die 1993 erneuerte Peterskirche).
Östlich des Piers erstreckt sich die Uferstraße Marineta mit einer bis zum bewaldeten Osejava-Kap reichenden Allee. Unweit davon liegt das Franziskanerkloster mit Kreuzgang aus dem Jahr 1400 (1540 erneuert, in heutiger Form seit 1614). In der alten einschiffigen Klosterkirche mit barockem Glockenturm aus dem Jahr 1715 ist heute eine Pinakothek untergebracht (Mariä Himmelfahrt von Pietro de Coster, 1760). Im Kreuzgang des Klosters kann man eine Malakologische Sammlung sehen.
Vom Pier führen Stufen zum Kačić-Platz (Kačićev trg) im historischen Stadtkern, wo ein Denkmal an den Dichter Andrija Kačić Miošić erinnert (ein Werk von Ivan Rendić, 1889); auf der nördlichen Seite des Platzes steht die barocke Pfarrkirche St. Marko (erbaut 1700–1776), die bis 1828 auch die Episkopalkirche war. In ihrem Inneren sind der silberbeschlagene Altar der Rosenkranzmadonna (aus dem Jahr 1818) und der Hauptaltar aus inkrustiertem Marmor (eine venezianische Arbeit aus dem 18. Jh.) zu sehen. Vor der südlichen Gebäudeseite befindet sich ein barocker Brunnen aus dem Jahr 1775.

## Persönlichkeiten
Söhne und Töchter der Stadt:
- Giuseppe Addobbati (1909–1986), italienischer Schauspieler
- Alen Bokšić (* 1970), Fußballspieler
- Stipe Drviš, Pseudonym: Stipe Drews (* 1973), Basketballspieler, Profiboxer (WBA)
- Mario Carević (* 1982), Fußballspieler
- Ivan Buljubašić (* 1987), Wasserballspieler
- Tea Pijević (* 1991), Handballspielerin
- Aida Hadžić (* 1992), bosnische Fußballspielerin
- Amar Kudin (1992–2024), kroatisch-italienischer Rugbyspieler und Polizist
- Romeo Grbavac (* 1994), Dartspieler
- Viktor Đerek (* 2000), Fotograf
- Ivano Pavlović (* 2003), bosnisch-kroatischer Handballspieler

Personen, die in der Stadt wirkten:
- Lovro Šitović (1682–1729), Schriftsteller und Epiker
- Ante Jurić (1922–2012), emeritierter Erzbischof von Split-Makarska

## Galerie

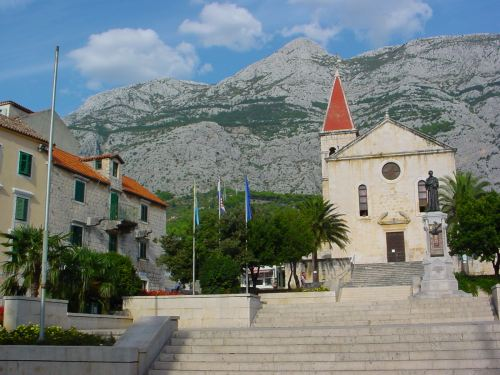
Kačićev trg (Kačić-Platz) mit der ehemaligen Bistumskathedrale St. Markus
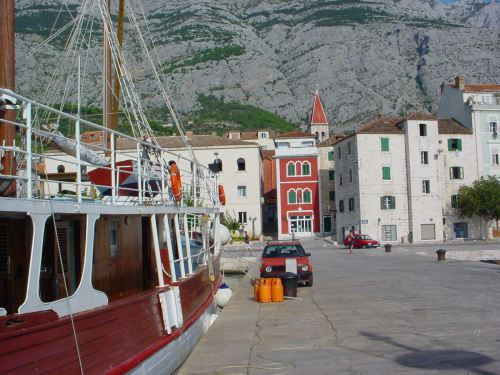
Hafen
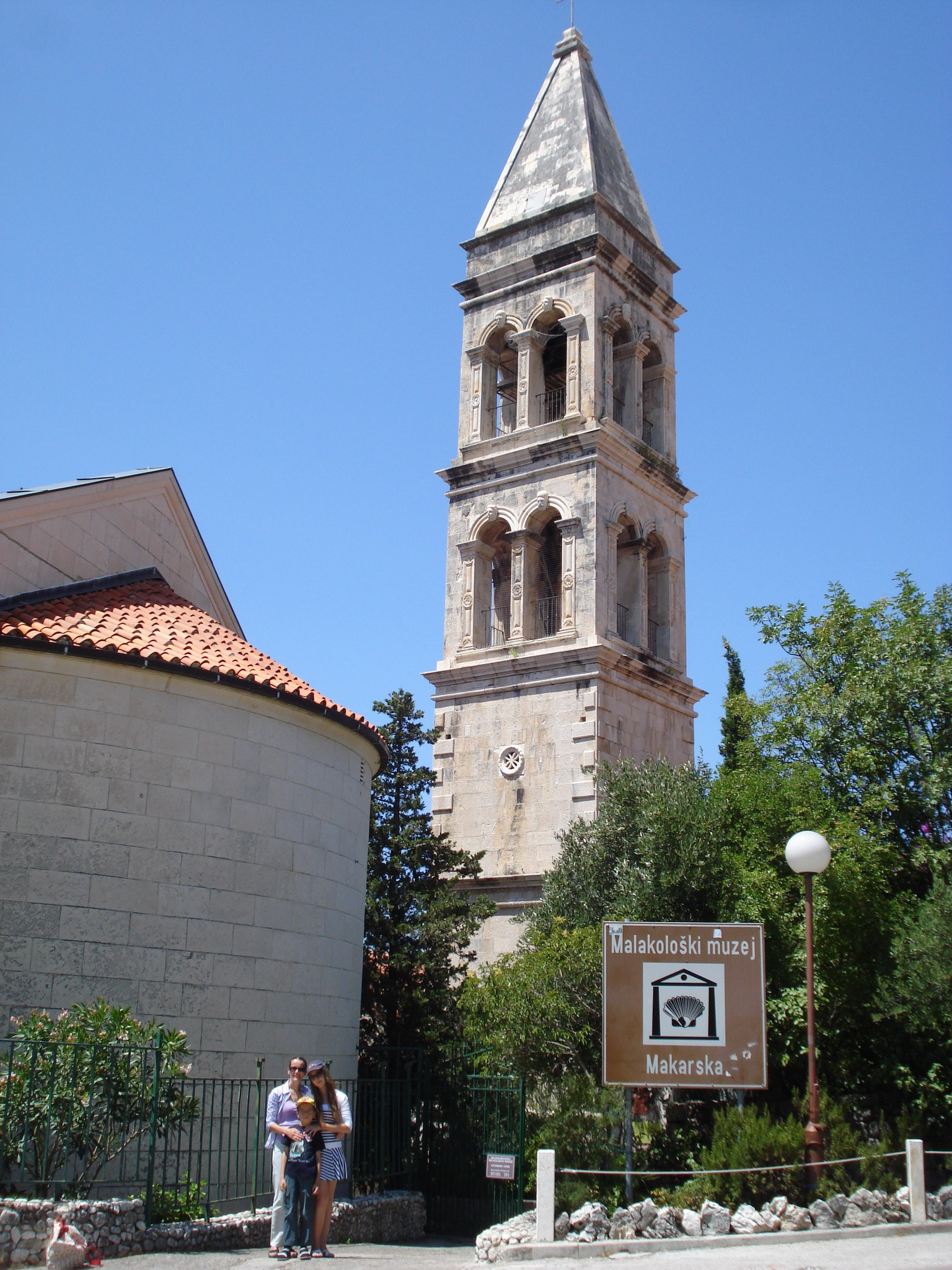
Eingang zum Malakologischen Museum das sich innerhalb des Franziskanerklosters befindet
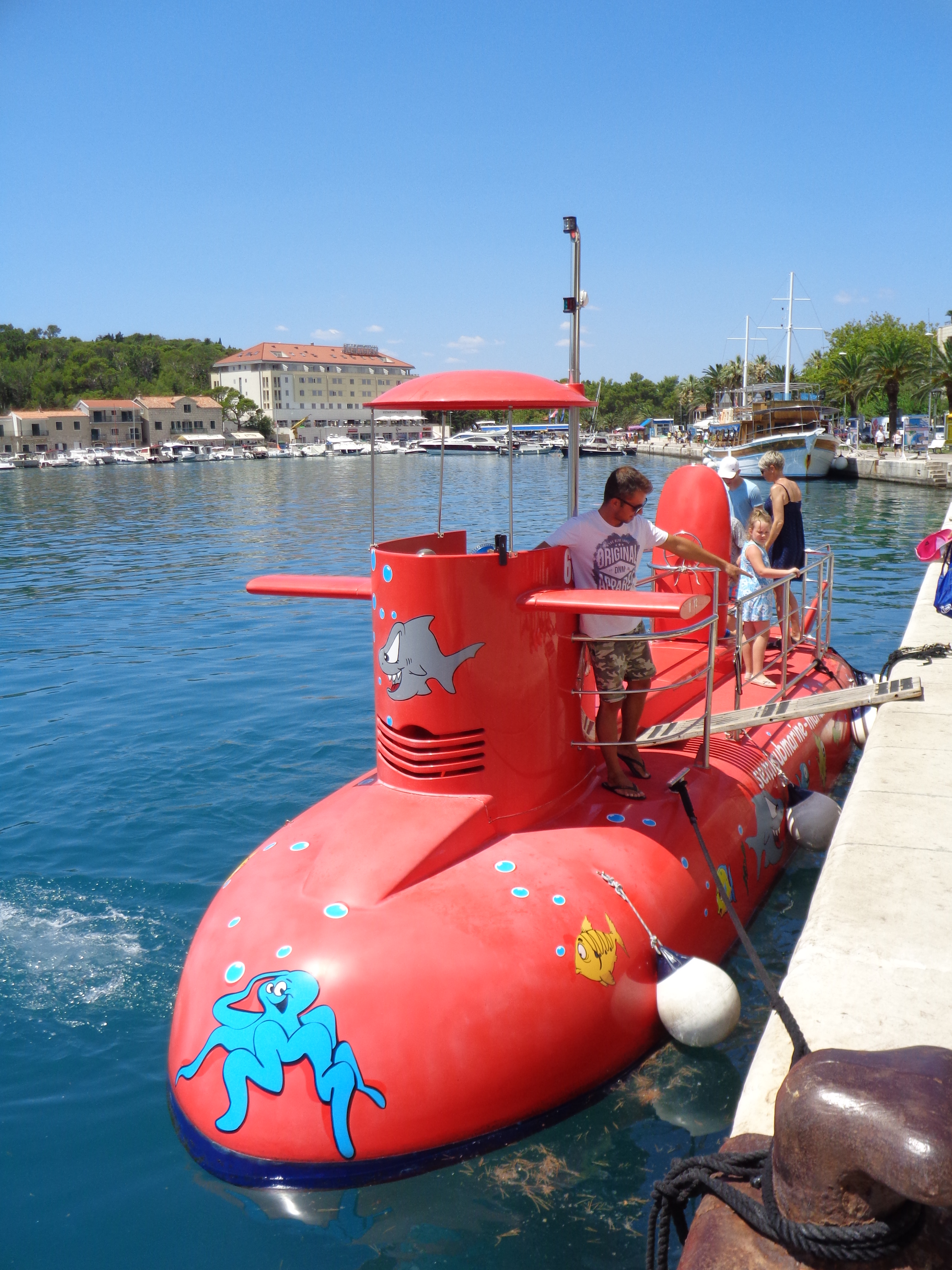
Rotes Halb-U-Boot (Glasbodenboot) im Hafen von Makarska
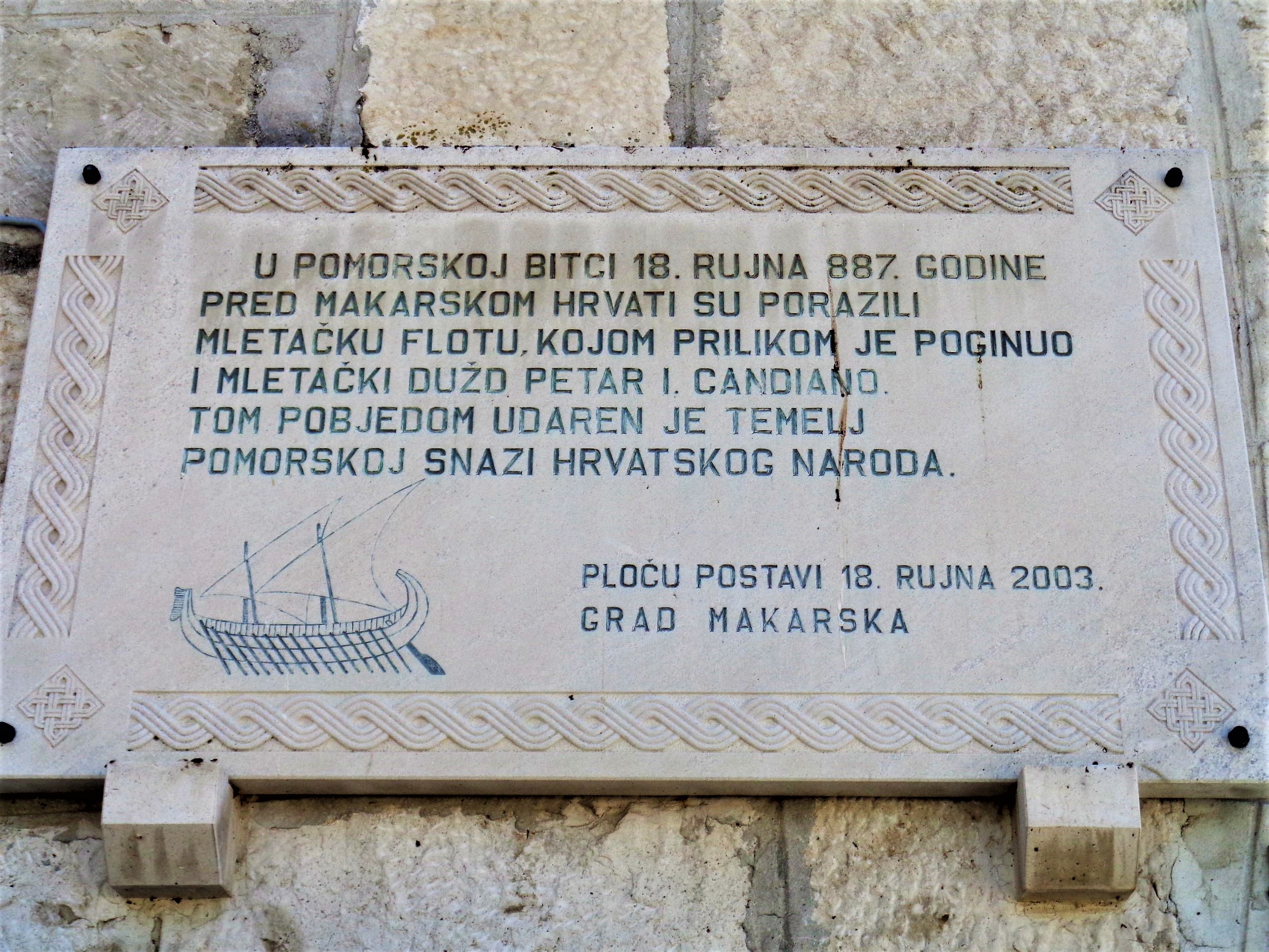
Gedenktafel zur Erinnerung an den kroatischen Sieg über die venezianische Flotte vom 18. September 887
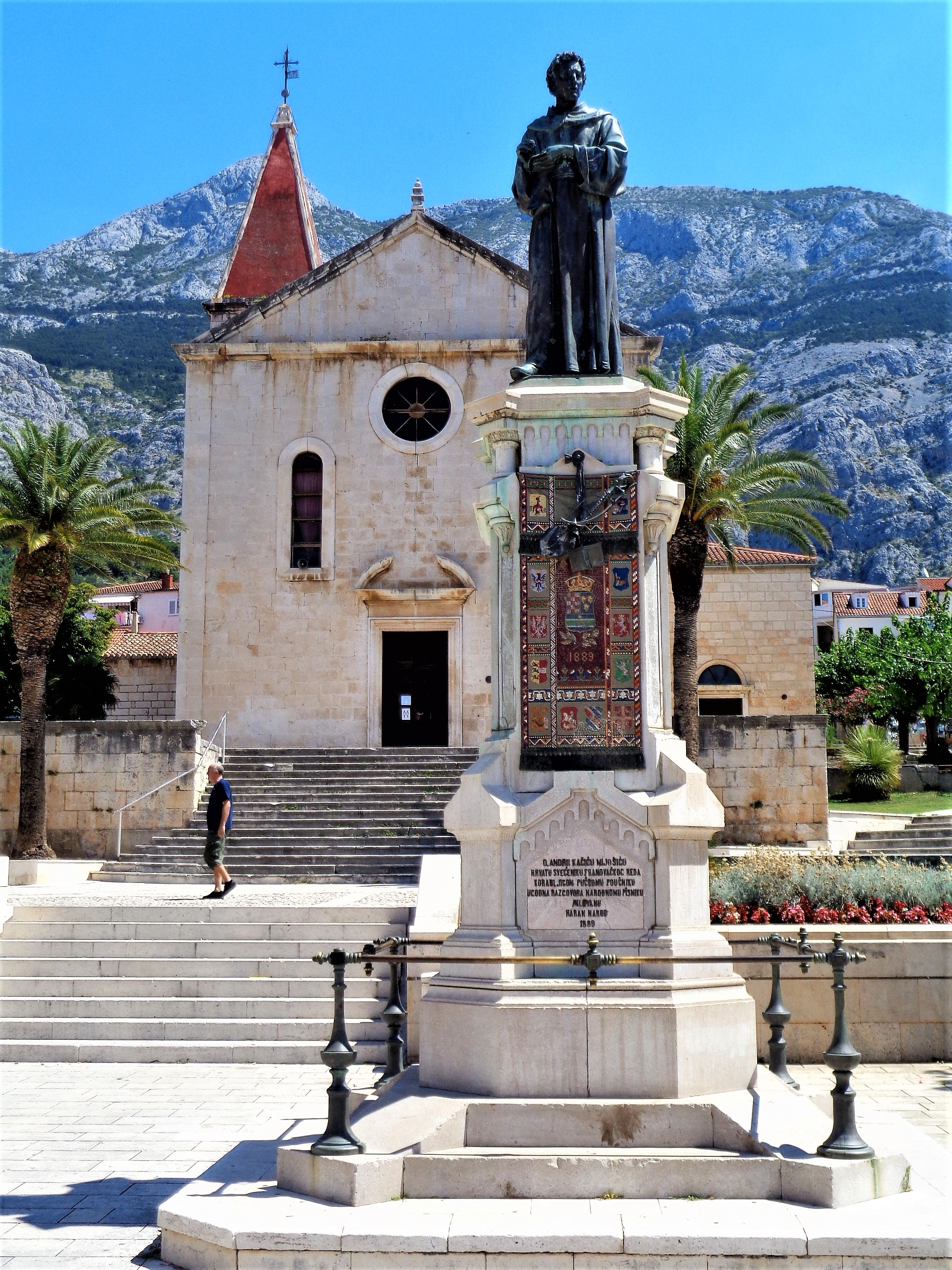
Statue des Andrija Kačić Miošić vor der Konkathedrale in der Stadtmitte